# Коломыцевское сельское поселение (Красногвардейский район)
Коломыцевское се́льское поселе́ние — муниципальное образование в Красногвардейском районе Белгородской области.
Административный центр — село Коломыцево.

## История
Коломыцевское сельское поселение образовано 20 декабря 2004 года в соответствии с Законом Белгородской области № 159.

## Население
| 2010  | 2011  | 2012  | 2013  | 2014  | 2015  | 2016  | 2017  | 2018  |
| ----- | ----- | ----- | ----- | ----- | ----- | ----- | ----- | ----- |
| 1481  | ↘1475 | ↘1452 | ↘1427 | ↘1410 | ↘1387 | ↘1370 | ↘1344 | ↗1359 |
| 2019  | 2020  | 2021  |       |       |       |       |       |       |
| ↘1355 | ↘1348 | ↘1148 |       |       |       |       |       |       |

## Состав сельского поселения
| № | Населённый пункт | Тип населённого пункта       | Население |
| - | ---------------- | ---------------------------- | --------- |
| 1 | Бирюч            | посёлок                      | ↘303      |
| 2 | Валуй            | село                         | ↘314      |
| 3 | Ильинский        | хутор                        | ↘45       |
| 4 | Ковалев          | хутор                        | ↘105      |
| 5 | Коломыцево       | село, административный центр | ↘384      |
| 6 | Котляров         | хутор                        | ↘169      |
| 7 | Кравцов          | хутор                        | ↘71       |
| 8 | Филькино         | хутор                        | ↘90       |